# Hieronim Nagórski
Hieronim Nagórski herbu Ostoja (zm. 1636) – dziedzic Grabownicy, fundator kościoła św. Mikołaja w Grabownicy, uczestnik bitwy pod Chocimiem (1621).

## Życiorys
Hieronim z Nagorzyc Nagórski należał do rodu szlacheckiego Ostojów. Pochodził z rodziny dziedziczącej w XV wieku na Nagorzycach (Nagórzycach), Roztylicach i w Jeżowie oraz położonym koło Bostowa Modrzewiu w województwie sandomierskim.  Był mężem Jadwigi, córki Jerzego Pełki, łowczego sanockiego, dziedzica Grabownicy, z którą miał kilkoro dzieci: dwóch synów (starszego, nieznanego z imienia oraz Wojciecha) i 3 córki – Salomeę 1v. Przedwojowską 2v. Fredro, Katarzynę Krasowską i najmłodszą, nieznaną z imienia.
W roku 1621 Hieronim Nagórski brał udział w obronie Chocimia przed wojskami tureckimi, w trakcie której zginął jego starszy syn. Wówczas Nagórski złożył ślubowanie Bogu, że jeżeli powróci żywym z wyprawy wojennej, wraz z drugim synem Wojciechem, to poświęci go służbie kapłańskiej. Przyrzeczenie zostało spełnione, gdyż jego Wojciech został księdzem i w roku 1637 objął probostwo grabownickie.
15 czerwca 1624 roku miał miejsce atak Tatarów na Grabownicę. Najeźdźcy spalili miejscowy kościół, plebanię, szkołę i organistówkę. Hieronim Nagórski, nie zwlekając rozpoczął, jeszcze tego roku, budowę nowego kościoła, która trwała do 1631 roku. Dokonania fundatora upamiętnia obraz z XVII wieku, znajdujący się w ołtarzu głównym kościoła w Grabownicy, przedstawiający św. Mikołaja, adorowanego przez biskupa Henryka Firleja oraz Hieronima Nagórskiego z synem księdzem Wojciechem, żoną Jadwigą i córkami. Drugą, ważną pamiątką dokonań Nagórskiego jest kopia jego portretu (oryginał oddano do Akademii Sztuk Pięknych w Krakowie), znajdująca się w zakrystii kościoła w Grabownicy Starzeńskiej. Na obrazie widnieją herby Nagórskiego – Ostoja, Jelita, Starykoń, Janina oraz litery: H N D N (Hieronim Nagórski De Nagórzyce). Napis pod portretem przypomina o najeździe Tatarów oraz budowie nowej świątyni:
Z Roku nad tysiąc sześćset dwudziestego czwartego
Spalili Tatarowie Kościół miejsca tego,
Więc z Nagórza Nagórski inny wystawuje,
Na cześć Bogu Niech w Niebie na wieki króluje.
Hieronim imię jego, małżonki Jadwiga,
Prosić Boga za niemi, szczególna obliga.
Po śmierci Nagórskiego, która nastąpiła w 1636 roku, Grabownica przeszła w ręce jego córek. Katarzyna objęła wraz z mężem Jackiem Krasowskim dwór górny, natomiast młodsza, Salomea, otrzymała dwór dolny. Najmłodsza, wychowywała się w domu Mikołaja Pełki, krewnego od strony matki. Tego roku, Jadwiga z Pełków Nagórska dokonała pewnych zapisów na rzecz franciszkanów sanockich. Według rejestru poborowego ziemi sanockiej właścicielami Grabownicy, w roku 1655, byli: Jacek Krasowski i Wielowiejska, wdowa po Stefanie, Zbigniew Dobek z żoną Anną oraz Salomea Nagórska, żona Jana Fredry.
Z Salomeą, córką Hieronima Nagórskiego, wiąże się romantyczna i zarazem tragiczna historia, którą opisał Władysław Łoziński:

[...] porwanie panny Salomei Nagórskiej z Grabownicy przez Stanisława Przedwojowskiego, towarzysza roty husarskiej Aleksandra Koniecpolskiego. [...] Panna Salomea nie miała ani ojca, ani matki i wychowywała się w domu swego dziadka, Mikołaja Pełki [...]. Do opieki nad panienką rościł sobie jednak prawo jej szwagier, ożeniony z jej siostrą, Katarzyną, Jacek Krasowski z Grabownicy. Wiedziony chciwością, chciał koniecznie odebrać Pełkom pannę Salomeę, bo upatrzył dla niej męża, Gabriela Boratyńskiego, który deklarował się kontentować trzecią częścią posagu panny, a z dwóch trzecich kwitować Krasowskiego. Kiedy raz Pełczyna z panną była na mszy w kościele franciszkańskim w Sanoku, wpadł Krasowski ze zbrojną czeladzią do Świątyni i nie zważając na nabożeństwo, właśnie przy samym Podniesieniu porwał Salomeę przemocą i zawiózł ją do Grabownicy. Aby faktem dokonanym ubiec opozycję krewnych, przyśpieszył termin ślubu z Boratyńskim, nie zważając na łzy i prośby panny, która serce swoje oddała już była Przedwojowskiemu. Zbliżył się dzień fatalny; już pannę młodą stroić poczęto do ślubu, kiedy nagle, w przedostatniej prawie chwili, wpada do dworu w Grabownicy Stanisław Przedwojowski z kilku towarzyszami swojej husarskiej chorągwi, porywa Salomeę, unosi ją na koniu do przygotowanych nie opodal kolas, w których czekają już na nią jej druga siostra i jej ciotka pani Bylińska wraz z bratem stryjecznym, Nagórskim – a Krasowskiemu i niefortunnemu panu młodemu Boratyńskiemu pozostaje tylko ta wątpliwa satysfakcja i pociecha, jaką dać mogą piorunujące protestacje, zaniesione do ksiąg grodzkich. Niestety, niedługo cieszyło się swoim szczęściem tak romantycznie skojarzone stadło! [...] W r. 1645 napada nocą na dwór w Grabownicy sąsiad, Stanisław Kozłowski, podczaszy sanocki, i pod szablami jego pachołków ginie gwałtowną Śmiercią Stanisław Przedwojowski. Rozsiekano go na sztuki – dwadzieścia dwie ran stwierdzono w grodzie na jego zwłokach. Stało się to za poduszczeniem matki podczaszego, Anny z Rytra Kozłowskiej, wdowy po Mikołaju, sędzi ziemi sanockiej, [...]. Kozłowską skazał trybunał za zbrojny zajazd i zabójstwo na dwa lata i 12 tygodni wieży [...]. Tragiczny los męża nie na długo odebrał pani Salomei ochotę do życia i miłości, w cztery miesiące po katastrofie jest już żoną Jana Fredry.